# 第六章：囚犯
〈第六章：囚犯〉（英語：Chapter 6: The Prisoner）是美國太空歌劇網路電視劇《曼達洛人》第一季的第六集，本集由克里斯托弗·約斯特構思故事，他與瑞克·法穆易瓦共同完成劇本創作，瑞克·法穆易瓦擔當導演，於2019年12月13日在Disney+上線。佩德羅·帕斯卡領銜出演男主角曼達洛人，他是一名孤獨的槍手和賞金獵人，被前盟友蘭薩爾·「蘭恩」·馬爾克招募，營救關押在新共和國一處太空監獄裡的一名囚犯。本集獲得第72屆黃金時段艾美獎的一項提名。

## 劇情
曼達洛人聯繫前盟友蘭薩爾·「蘭恩」·馬爾克，希望能夠賺取一筆佣金。蘭恩招募曾為銀河帝國效力的神槍手梅菲爾德、身體強壯的德瓦隆人伯格、擅用飛刀的提列克人希安以及機器人飛行員Q9-0組成營救隊，打算救出被囚禁在新共和國一處太空監獄裡的犯人秦，秦是希安的哥哥。蘭恩說服曼達洛人加入小隊，並駕駛他的飛船「刀鋒之巔」潛入監獄。他們消滅了守衛機器人之後，進入控制室。希安殺死了控制室裡的工作人員達文，觸發了新共和國的跟蹤信標。
他們救出秦之後，設計將曼達洛人困於囚室。曼達洛人逃出之後，依次打敗了他們，將梅菲爾德、伯格和希安囚禁。在飛船上的機器人Q9-0破譯了格里夫·卡加懸賞捉拿孩子的檔案，但是它被趕回的曼達洛人擊倒。曼達洛人將秦交付給蘭恩，帶著賞金離開。蘭恩打算襲擊曼達洛人，但是曼達洛人事前將跟蹤信標放在秦的身上，循跡追來的三架新共和國X翼戰機對蘭恩的太空站發起攻擊。

## 製作

### 開發
本集由克里斯托弗·約斯特構思故事，他與瑞克·法穆易瓦共同完成劇本創作，瑞克·法穆易瓦擔當導演。

### 選角
2019年4月，在芝加哥舉辦的星戰慶典上釋出的片段顯示，比爾·伯爾和馬克·伯恩·約尼爾參演電視劇。比爾·伯爾是一個生日聚會上遇到節目統籌強·法夫洛，後者向他提供了這個出演機會。其他的聯合主演包括娜塔莉·提娜、克蘭西·布朗、理查德·艾歐阿德和伊斯梅爾·克魯茲·柯多瓦。卡爾·韋瑟斯繼續出演格里夫·卡加。
此外，馬特·蘭特爾出演達文，他此前在動畫劇集《星際大戰：複製人之戰》和《星際大戰：反抗軍起義》中為安納金·天行者配音。導演戴夫·菲洛尼、瑞克·法穆易瓦和黛博拉·周分別出演X翼戰機飛行員特拉珀·沃爾夫、吉布·道奇和薩什·凱特。布倫丹·韋恩（Brendan Wayne）和拉夫·克羅德是佩德羅·帕斯卡的特技替身演員。孩子的動作由多名傀儡师完成。

### 音樂
| 評論得分 | 評論得分 |
| 來源     | 評分     |
| -------- | -------- |
| Allmusic | [ 9 ]    |

《曼達洛人》的音樂原聲帶由魯德溫·葛瑞森作曲，每集相應的音樂原聲帶數字版於播出當日在亞馬遜和iTunes上發行。
| 曲序     | 曲目                            | 时长  |
| -------- | ------------------------------- | ----- |
| 1.       | Welcome Back                    | 3:49  |
| 2.       | The Gang                        | 2:06  |
| 3.       | Greatest Warriors in the Galaxy | 1:29  |
| 4.       | Let's Just Do It                | 1:22  |
| 5.       | Hyperspace                      | 2:50  |
| 6.       | Little Mousey                   | 2:54  |
| 7.       | Tracking Beacon                 | 2:58  |
| 8.       | My Saviour                      | 1:07  |
| 9.       | Mando on the Move               | 1:13  |
| 10.      | Nice Family                     | 2:25  |
| 11.      | Mando's Back                    | 7:15  |
| 总时长： | 总时长：                        | 29:28 |

## 迴響
〈第六章：囚犯〉在影視匯總媒體點評網站爛番茄上獲得83%的新鮮度，7.6/10分（29位劇評人）。該網站對本集的關鍵共識寫道：「本集中很多有趣的情節，但是劇情仍然推進緩慢」。《滾石》雜誌編輯艾倫·塞賓沃爾（Alan Sepinwall）給出正面評價，他認為本集同此前的劇集類似，儘管沒有足夠的深度，但是還算有趣。網站的編輯泰勒·赫斯科（Tyler Hersko）給出負面評價，表示最新的三集（第四、五和六集）的順序完全可以互換，自從主角曼達洛人在〈第三章：罪〉中將孩子救走之後，主線劇情沒有絲毫進展。
本集獲得第72屆黃金時段艾美獎的黃金時段艾美獎最佳影集/迷你影集/電視電影/特別節目化妝（整形/假肢）獎項提名。

## 資料來源
1. ↑  Tyler, Jacob. . Geeks WorldWide. 2019-10-18  [2019-12-13]. （原始内容存档于2019-10-23）.
2. ↑  Breznican, Anthony. . Entertainment Weekly (Meredith Corporation). 2019-04-14  [2019-04-16]. （原始内容存档于2019-04-16）.
3. ↑  Romano, Evan. . Men's Health. Hearst Communications. 2019-12-13  [2019-12-29]. （原始内容存档于2019-12-14）.
4. 1 2  . . 第1季. 第6集. 2019-11-29. Disney+.
5. ↑  Romano, Nick. . Entertainment Weekly. 2019-12-13  [2019-12-29]. （原始内容存档于2020-02-13）.
6. ↑  Britt, Ryan. . Inverse. 2019-12-14  [2019-12-29]. （原始内容存档于2020-01-01）.
7. ↑  Miller, Liz Shannon. . Vulture. 2019-12-09  [2019-12-09]. （原始内容存档于2019-12-09）.
8. ↑  Spencer, Samuel. . newsweek.com. 2019-12-02  [2020-06-28]. （原始内容存档于2019-12-08）.
9. ↑  The Mandalorian: Chapter 6 [Original Score]在Allmusic上的頁面. [2020-07-06].
10. ↑  . Apple Music. Apple Inc. 2019-12-13  [2019-12-13]. （原始内容存档于2019-12-13）.
11. ↑  . Rotten Tomatoes. Fandango.   [2020-05-05]. （原始内容存档于2020-01-14）.
12. ↑  Sepinwall, Alan. . Rolling Stone. Penske Media Corporation. 2019-12-13  [2019-12-19]. （原始内容存档于2020-04-08）.
13. ↑  Hersko, Tyler. . IndieWire. Penske Media Corporation. 2019-12-13  [2019-12-19]. （原始内容存档于2020-01-19）.
14. ↑  . Emmys. 2020-07-28  [2020-07-28]. （原始内容存档于2020-11-05）.

## 外部連結
- 官方网站
- 互联网电影数据库（IMDb）上《第六章：囚犯》的资料（英文）
- Wookieepedia上的相关条目：〈第六章：囚犯〉